# Műegyetemi AFC
Műegyetemi Atlétikai és Football Club, Műegyetemi AFC sau MAFC este un club de fotbal din Budapesta, Ungaria, fondat în anul 1897.  
Műegyetemi AFC este membru fondator al Soproni Liga.

## Denumiri
- 1897 – 1898 Műegyetemi Football Csapat'
- 1898 – 1902 Műegyetemi Football Club
- 1902 – 1948 Műegyetemi Athletikai és Football Club
- 1948 – 1952 Műegyetemi MEFESz
- 1952 – 1957 Műegyetemi Haladás SE
- 1957 - Prez Műegyetemi Atlétikai és Football Club